# Bleury-Saint-Symphorien
Bleury-Saint-Symphorien era una comuna nueva francesa situada en el departamento de Eure y Loir, de la región de Centro-Valle de Loira, que el 1 de enero de 2016 pasó a ser una comuna delegada de la comuna nueva de Auneau-Bleury-Saint-Symphorien al fusionarse con la comuna de Auneau.

## Historia
Fue creada el 1 de enero de 2012, con la unión de las comunas de Bleury y Saint-Symphorien-le-Château.

## Demografía
| Gráfica de evolución demográfica de Bleury-Saint-Symphorien entre 1800 y 2013 |
|                                                                               |

Los datos parciales entre 1800 y 2006 son el resultado de sumar los parciales de las dos comunas que formaron la comuna de Bleury-Saint-Symphorien, cuyos datos se han cogido de 1800 a 1999 para las comunas de Bleury y Saint-Symphorien-le-Château. Los demás datos se han cogido de la página del INSEE.

## Composición
| Comuna                      | Código INSEE | Población (2008) | Superficie (km²) | Densidad (hab./km²) |
| --------------------------- | ------------ | ---------------- | ---------------- | ------------------- |
| Bleury                      | 28042        | 488              | 7.85             | 62                  |
| Saint-Symphorien-le-Château | 28361        | 814              | 9.39             | 87                  |